# John Anderson (inventor)
John Anderson (1942 – 10 de abril de 2012) fue un ingeniero irlandés, cofundador, director y agente de tecnología del jefe de Intelesens Ltd. Y de HeartSine® Inc. de Tecnologías El Prof. Anderson formó el Bio-Centro de Ingeniería de Irlanda del Norte (NIBEC) y su primer director. También fue Jefe de la Escuela de Ingeniería Eléctrica y Mecánica en la Universidad de Ulster (Jordanstown), Irlanda del Norte. Fue Jefe de bioingeniería en la Victoria Real Hospital en Irlanda del Norte, cuando dio arranque la primera unidad de cuidado coronaria móvil del mundo en 1967.
EL Prof. Frank Pantridge fue responsable del desarrollo, en el mundo,  primer desfibrilador portátil diseñado para utilizar fuera de hospitales, el cual fue posteriormente fabricado y vendido en el mundo. El Prof. Anderson trabajó con Pantridge en su desarrollo.
Anderson recibió su M.Ph Y D.Ph en bioingeniería y le concedieron un asiento en electrónica médica en 1990. En 1994 fue hecho miembro fundante de la Sociedad de Ingeniería Biológica. Fue científico y miembro del Real Colegio de Médicos. Publicó más de 300 artículos en el campo de la investigación bioingeniería y controló 40 patentes en tal campo. Fue anteriormente miembro activo de la Asociación para el Adelanto de Instrumentación Médica (AAMI) comités de estándares para desfibrilación convencional y semiautomática.
Fue también responsable en desarrollo de tecnología utilizada en muchos desfibriladores, incluyendo semiautomáticos y dispositivos controlados por teléfono, siendo hoy mercadeado. Su registro de publicación reflejó su interés intenso en muerte cardíaca repentina con particular énfasis en el tratamiento temprano y rápido de ataque cardíaco.
En 2002 a Anderson se le otorgó una Membresía Empresarial del RU, uno de los únicos doce en el Reino Unido. Durante su carrera laborable, fue responsable por ayudar a formarse a diez compañías en el campo de la ingeniería médica.

## Algunas publicaciones
- Bardy GH, Gliner BE, Kudenchuk PJ, Poole JE, Dolack GL, Jones GK, Anderson J, Troutman C, Johnson G. 1995. Truncated biphasic pulses for transthoracic defibrillation. Circulation 91: 1768-1774.
- Buist M, Bernard S, Nguyen TV, Moore G, Anderson J. 2004. Association between clinically abnormal observations and subsequent in-hospital mortality: a prospective study. Resuscitation 62: 137—41.